# Campoplex euops
Campoplex euops là một loài tò vò trong họ Ichneumonidae.